# 光州機場
光州機場（：／ Gwangju Gonghang ?）是一座位於韓國南部城市光州的機場，也是韓國空軍第1戰鬥機聯隊的駐地。機場位在市中心，與主要商業中心僅一河之隔，交通及位置皆十分優越。不過隨著西部地區交通建設的發展，本機場的客運流量正逐漸被韓國高速鐵路分食中，年載客量有持續下滑的趨勢，機場亦有搬遷之議。

## 歷史
1948年，二戰終戰後不久後，光州地區作為後方補給地區，國軍乃在此設立機場。1948年機場選定光州市東區鶴洞一帶動工，隨後在1949年2月開始營運。
1964年，隨著市區逐漸發展，機場向西遷移至當時尚屬郊區的榮山江畔的光山區現址。1990年機場大幅開放民航，韓國機場管理公社（KAC）成為本機場的第三個管理單位。
1992年起開始興建新的客運航廈，並隨後在1994年完工，隔年即開辦國際線飛航業務。
2007年，鄰近的務安國際機場完成，光州機場逐漸轉型為國內線為主的機場。
2010年全年飛航10,315架次，服務1,348,847人次。

## 對外交通
光州機場位置優越，對外交通便利；光州都市鐵道一號線在機場航站門口設有機場站，鄰近還有韓國國鐵湖南線（國鐵與KTX）與慶全線（國鐵）交會的轉運車站光州松汀站。

## 航空公司與航點
| 航空公司 | 目的地          |
| -------- | --------------- |
| 大韓航空 | 濟州            |
| 韓亞航空 | 首爾/金浦、濟州 |
| 濟州航空 | 濟州            |
| 德威航空 | 濟州            |
| 真航空   | 濟州            |

## 外部連結
- 光州機場（页面存档备份，存于）（英文）